# Salvazaon breve
Salvazaon breve là một loài bọ cánh cứng trong họ Cerambycidae.